# Ulica Kneza Mihaila

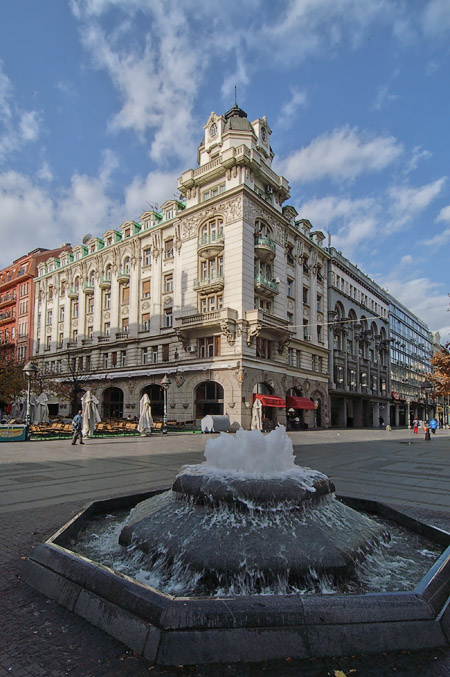
Ulica Kneza Mihaila

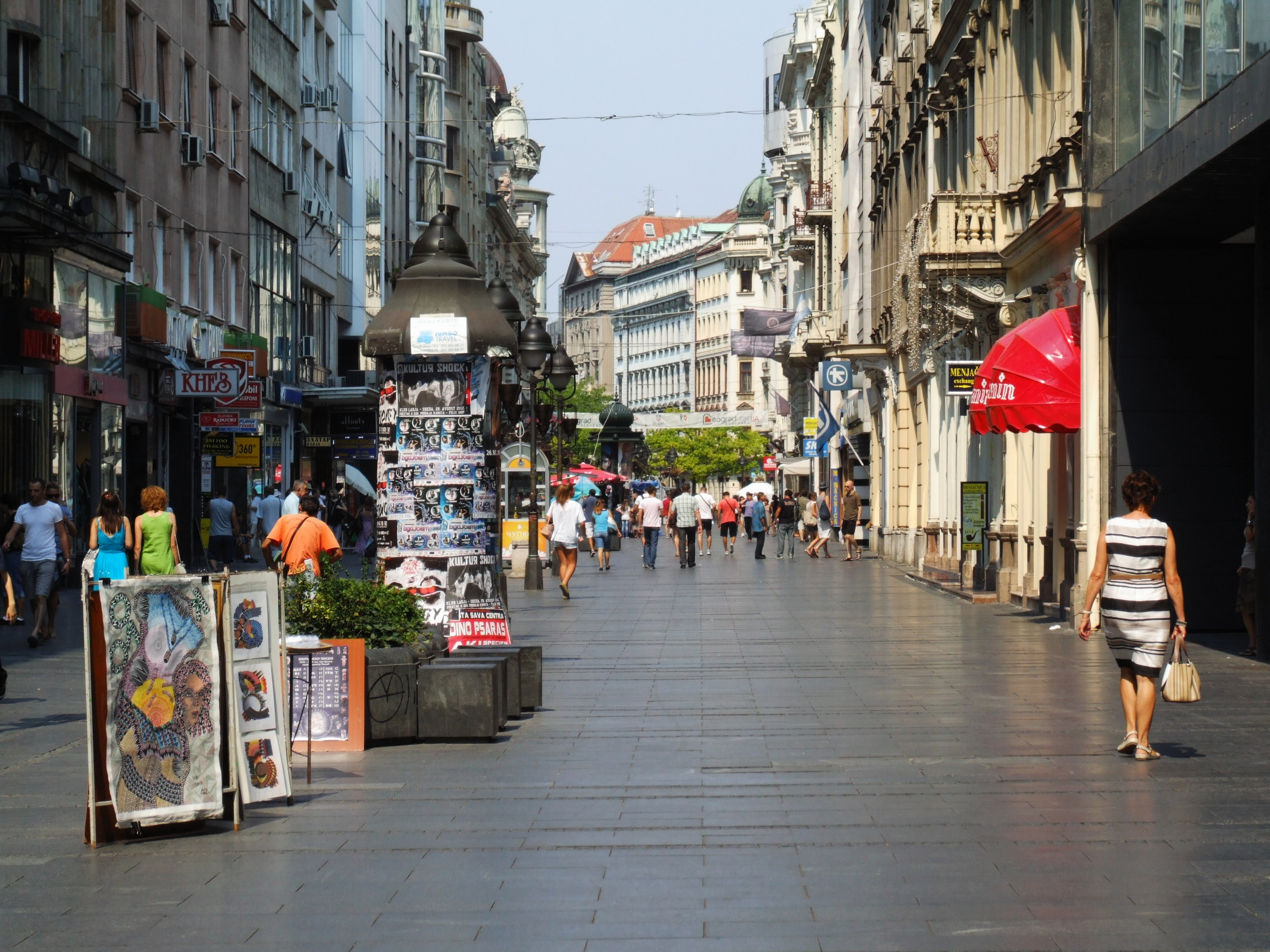
Ulica Kneza Mihaila

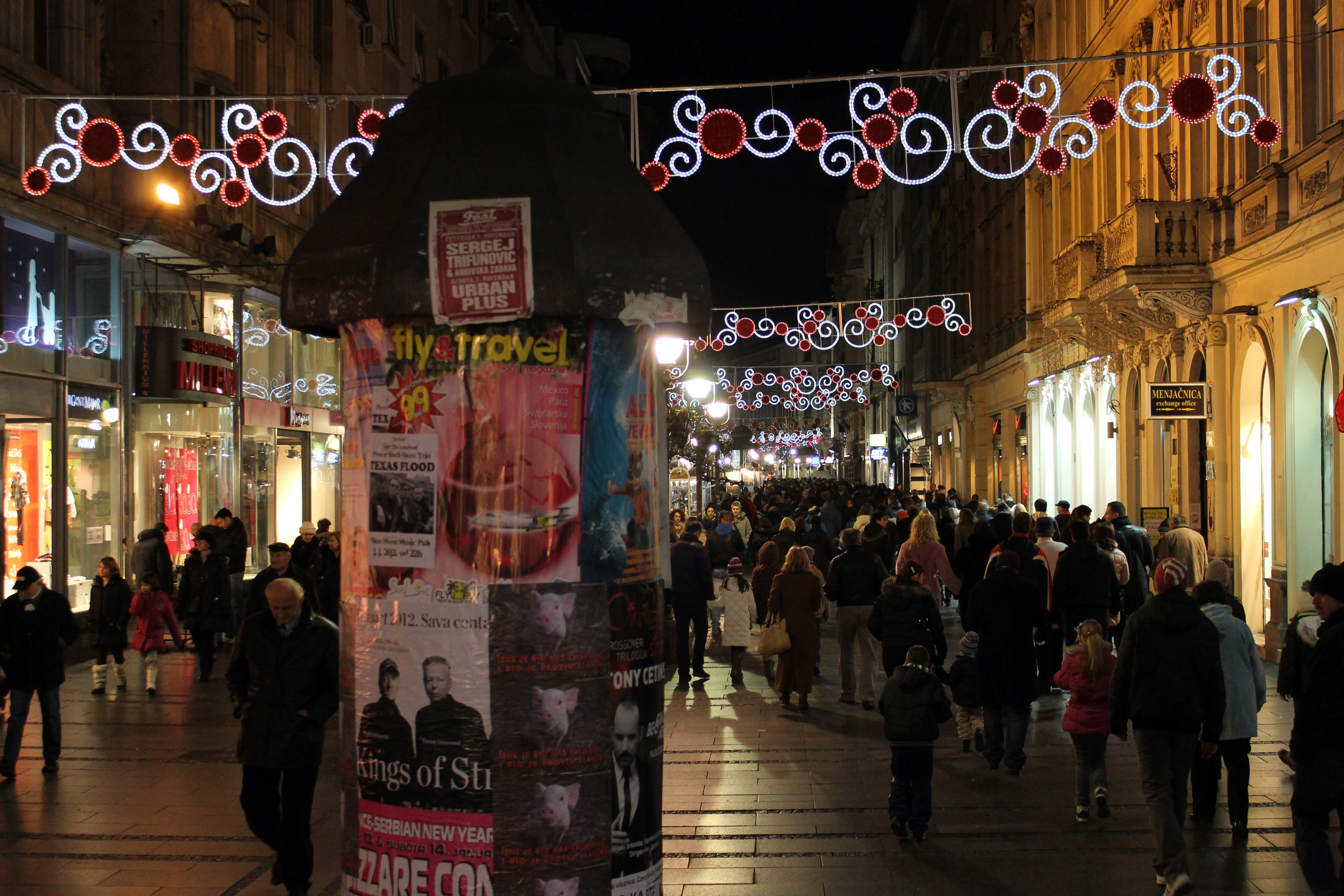
Ulica Kneza Mihaila nocą (styczeń 2012)

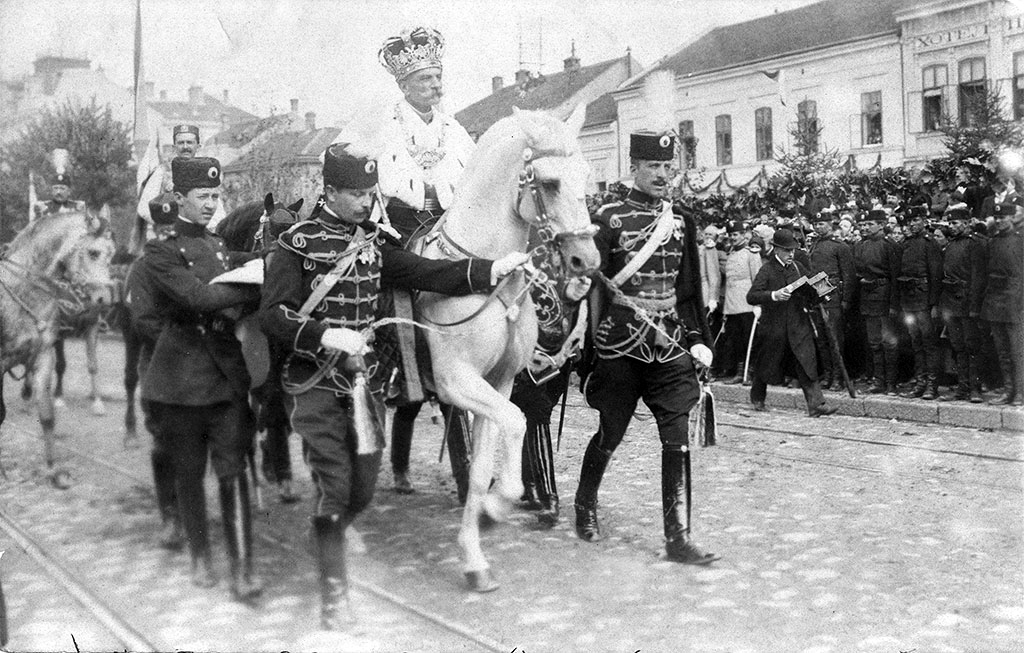
Król Piotr I Karadziordziewić po koronacji w 1904, na ulicy Kneza Mihaila

Ulica Kneza Mihaila (serb. Улица кнезa Михаила) jest głównym deptakiem i strefą handlową w Belgradzie, i jest chroniona przez prawo jako jeden z najstarszych i najcenniejszych zabytków miasta. Nazwana na cześć Michała Obrenowicia III, księcia Serbii, składa się z wielu budynków i rezydencji zbudowanych w późnym 1870.
Ulica jest kontynuacją centralnego traktu rzymskiego miasta Singidunum. Podczas okupacji tureckiej były tu ogrody, fontanny wody pitnej i meczety.